# Петровка (Петровское сельское поселение, Белгородская область)
Пе́тровка — село в Прохоровском районе Белгородской области, Россия. Административный центр Петровского сельского поселения. Расстояние до районного административного центра Прохоровка порядка 28 км по автодороге. Через село проходит автомобильная дорога 14Н-296.

## История
Свое название село Петровка, по версии краеведа Бобова А. Г., берет с 1785 года, когда по «Жалованной Грамоте» дворяне освобождались от обязательной службы в армии, с целью обучения их управлению. Началось закрепощение поселений, которое приводило и к смене названий. Что и случилось с данной деревней.
Изначально село носило название Золотая Долина и было населено государственными крестьянами. Во времена Екатерины II село было передано Петру Ивановичу Ильинскому и сменило название на современное.
По другой версии возникновения села, земли правого берега Донецкой Сеймицы после войны 1812 года были розданы офицерам, участвовавшим в этой войне и позже перешли по разным причинам к помещикам, которые уже поселили на них своих крепостных крестьян.
- 1885 — Петровка располагала 74 дворами, в которых проживало 630 человек, на тот момент село входило в Спасскую волость Старооскольского уезда.
- 1920 — в cеле установлена Советская власть. Начала действовать начальная школа.
- 1930 — начало коллективизации.
- 1947 — открыта библиотека.
- 1949 — начальная школа была преобразована в семилетнюю. Был организован медицинский пункт, который располагался в частном жилом доме.
- 1959 — построен клуб.
- 1960 — построено здание фельдшерско-акушерского пункта.
- 1964 — по причине слияния малых коллективных хозяйств, новый колхоз располагавшийся на территории села получил название «Прогресс». В 1971 году он был присоединён к колхозу им. Ленина с. Радьковка, став его производственным участком. В 1992 году по решению собрания уполномоченных колхоз им. Ленина был разделен на два коллективных хозяйства. В Петровке вновь организован колхоз «Прогресс», который в 1993 году был реорганизован в акционерное общество. Летом 1996 года по решению уполномоченных колхоз «Прогресс» был вновь присоединен к колхозу им. Ленина. В марте 1997 года колхоз им. Ленина реорганизован в пять крестьянско-фермерских хозяйств. На территории Петровской сельской администрации образовано фермерское хозяйство «Петровское». В декабре 1997 года собранием пайщиков сёл Петровка и Васильевка был утверждён кооператив «Петровский».
- 1995 — введён в эксплуатацию детский сад, который проработал до февраля 1997 года и был закрыт по причине нерентабельности.
- 1998 — в центре села был заложен парк в честь 55-летия Курской битвы.
- 2000 — филиал «Петровский» преобразован в крестьянско-фермерское хозяйство «Заря». В феврале 2005 года на собрании многими пайщиками было решено продать свой пай фермерскому хозяйству. В декабре 2006 года КФХ «Заря» реорганизовано в ООО «Заря – 2000».
- 2010 — архиепископ Белгородский и Старооскольский Иоанн освятил построенный из дерева православный храм Воздви́жения Креста Господня.
- 2012 — Петровская основная общеобразовательная школа остановила работу по причине малого количества учащихся и нехватки педагогического персонала, что привело к невозможности дальнейшего функционирования учебного заведения. Ученики были переведены на обучение в среднюю общеобразовательную школу с. Радьковка.
- 2017 — здание в котором располагалась школа, было снесено.

На территории села в годы войны и во время боев под Прохоровкой и Курской битве располагалась санитарная часть, где скончалось от ран 34 человека. На братской могиле, где похоронены эти солдаты, по ходатайству председателя сельского Совета Дегтярева Ивана Кузьмича, был установлен памятник погибшим в Великой Отечественной войне.

## Экономика
- Предприятие ООО «Заря-2000»

## Объекты социальной сферы
- Администрация Петровского сельского поселения.
- Дом культуры.
- Библиотека.
- Фельдшерско-акушерский пункт.
- Магазин.
- Почтовое отделение связи.

## Религия
В Петровке до 2010 года не было своего православного храма. Жители ходили на службы в основном в построенную в 1808 году церковь Вознесения Господня в Радьковке, а также в храм Святой Троицы села Журавка-Первая.